# Yoshito Usui
Yoshito Usui (臼井儀人, Usui Yoshito) (21 de abril de 1958 - 11 de setembro de 2009), nascido na Prefeitura de Shizuoka, Japão, foi um artista de mangá conhecido por ser o autor do mangá popular Crayon Shin-chan.

## Carreira
- 1977 - Após graduar-se da Escola Técnica Superior de Arte, Kasukabe, ano Saitama, mas abandonou a escola de design para universitários durante o trabalho a tempo parcial. 1979, entrou para a companhia no anúncio.
- 1990 - Em agosto, série Crayon Shin-chan é lançado no Japão.
- 1993 - Crayon Shin-chan provoca uma grande explosão e é fenômeno social no ano. Usui,o trabalho da versão do filme já tinha aparecido.
- 2004 - Crayon Shin-chan visita a cidade de Barcelona, Espanha para a promoção do livro Bound original. Animado para divulgar o trabalho quando esteve no país "para escrever um novo episódio em Barcelona" é transmitido na história de ambas as intenções do desenho animado de TV original, e mais tarde foi transmitida na Espanha (29 de maio 2004-"Jornada Sun TV "Oratsu! Shin Chan para Espanha").

## Morte
Em 12 de setembro de 2009, a família de Usui relatou sua falta na cidade natal de Kasukabe quando Usui não retornou depois de fazer suas caminhadas nas proximidades de Gunma. A Polícia de Saitama começou a procurá-lo a pedido da família, em 15 de setembro e expandiu suas pesquisas às prefeituras nas proximidades. Em 19 de setembro de 2009, um corpo com roupas idênticas às descritas no relatório apresentado pela família de Usui foi encontrado no fundo de um penhasco no monte Arafune da Prefeitura de Gunma. O corpo foi identificado por arcada dentária e familiares no dia seguinte como sendo de Usui.

## Obras
- Crayon Shin-chan
- Conexão Mix
- Ovo mexido
- Super Shufu Tsukimi-san (correu em Manga Life)
- Ceia Mix
- Unbalance Zone